# Nachoneko
Nachoneko（なちょねこ、なちょ猫）は日本のイラストレーター、ストリーマー。イラストレーターとしての名前は甘城なつき。

## 概要
「Nachoneko」は「甘城なつき」のストリーマーとしての名前である。元々は自身がゲームで使用していた名称だったが、TwitchやYouTubeで名乗って以来「Nachoneko」の方を好んで使用している。しかし、現在でもイラストレーターとしての名前は「甘城なつき」としている。また、本職もストリーマーではなく、イラストレーターだとしている。

## ストリーマーとしての活動
デビュー以前からTwitchの配信を切り抜いてYouTubeに投稿していたが、2021年9月5日にVtuberデビュー。デビュー配信時の第一声は「がうる・ぐら」と同じ『a』である。キャラクターデザインは自身で、Live2Dは白沢飾音が担当した。肩に浮いている三つ目の猫は「へんにゃの」と呼ばれ、しばしばイラストなどにも登場する。デビュー後しばらくはTwitchとYouTubeの両方で配信していたが、2022年よりTwitchでの配信をメインとした。VALORANTやApexなどのゲーム実況や雑談配信を主としている。本人は自身をVtuberではないとしており、「VTuber最協決定戦」などには出場していない。現在のYouTubeのチャンネルでは公式の切り抜きを公開している。また、本人公認の非公式切り抜きチャンネルもいくつか存在する。自身がキャラクターデザインを担当した「娘」たちやクリエイターとコラボすることもある。
2022年2月より開催された第2回CRcup VALORANTに参加。チーム名は「思考ROCK卍」。「フランシスコ」や「釈迦」などと共に出場した。

## イラストレーターとしての活動
イラストレーターとしての活動はすべて「甘城なつき」名義で行っている。
2015年ごろより、pixivにイラストの投稿を始める。その後はFantiaやpixivFANBOXなどにも投稿したが、現在はPixivが主になっている。イラストは「Nachoneko」や「猫羽雫 (ねこは しずく)」などのオリジナルキャラクターや、自身がキャラクターデザインを担当した「がうる・ぐら」などのVtuberが多い。
2021年1月～4月のPixivFanboxとローソンプリントのコラボにクリエイターとして参加。3種のブロマイドを販売した。

### 作品

#### Vtuberデザイン
- がうる・ぐら (ホロライブEnglish)[7]
- 新火ると (あらか ると) (PRISMProject)
- 神狐かな (かみこ かな)
- ごきげんななめ
- 赤見かるび
- DrakiKona (ドラキ・コナ) (PixelaProject)
- 海月雲ろあ

#### 挿絵
- 海鳥東月の『でたらめ』な事情 (著:両生類 かえる/MF文庫J)[8]